# Galidictis
Galidictis és un gènere de carnívors de la subfamilia dels galidins, endèmic de Madagascar.
Conté les següents espècies:
- Mangosta de bandes amples (Galidictis fasciata).
- Mangosta de Wozencraft (Galidictis grandidieri).